# Eukoenenia pauli
Eukoenenia pauli är en spindeldjursart som beskrevs av Bruno Condé 1979. Eukoenenia pauli ingår i släktet Eukoenenia och familjen Eukoeneniidae. Inga underarter finns listade i Catalogue of Life.